# はなさく生命保険
はなさく生命保険株式会社（はなさくせいめいほけん、英: Hanasaku Life Insurance Co., Ltd）は、東京都港区に本社を置く日本の生命保険会社。通称：はなさく生命。日本生命保険のグループ会社。

## 概要
2019年4月に日本生命保険相互会社の100%出資子会社として営業を開始。
日本生命グループとして、当該マーケットにおける顧客ニーズを的確に捉えた商品を機動的に提供することを目的としている。社会環境やライフスタイルの変化を捉え、多様化するニーズに対応する新しい時代にあった魅力的な商品・サービスの提供に取り組んでいる。
企業理念『新たな発想でお客様一人ひとりの人生をサポートし続ける』を掲げ、時代の変化に合わせた新たな価値提供を通じ、社会課題の解決や保険業界の発展に貢献するとしている。
なお現在は日本生命と同様に、ピカチュウやイーブイをはじめとする「ポケットモンスター」シリーズを起用したキャラクターが登場している。

## 実績

### 受賞
- 2022年
  - はなさく医療 - 日経トレンディ 2022年9月号 医療保険部門「得する保険BEST」受賞[2]
  - はなさく収入保障 - 日経トレンディ 2022年9月号 収入保障保険部門「得する保険BEST」受賞[2]
  - はなさく生命保険株式会社 - 2022年オリコン顧客満足度調査生命保険「高評企業」単独受賞[3]
  - はなさく医療 - 保険完全ガイド2022年版 最強保険BESTランキング女性向け医療保険部門 「第1位」受賞[4]
  - はなさく収入保障 - 保険完全ガイド2022年版 最強保険BESTランキング収入保障保険部門 「第2位」受賞[4]
  - はなさく医療 - 日経トレンディ 2022年5月号 保険大賞2022 医療保険部門「大賞」受賞[5]
  - はなさく収入保障 - 日経トレンディ 2022年5月号 入保障保険部門、就業不能保険部門「大賞」受賞[5]
  - はなさく収入保障 - MONOQLO1月号 収入保障・就業不能保険部門「BEST BUY OF THE YEAR」の受賞[6]
- 2021年
  - はなさく医療 - 日経トレンディ 2021年5月号 保険大賞2021 医療保険部門「大賞」受賞[7]
  - はなさく収入保障 - 日経トレンディ 2021年5月号 入保障保険部門、就業不能保険部門「優秀賞」受賞[7]

## CM出演者
- 沢村一樹[1]
- 三山ひろし[1]

## 提供番組
- めざまし8 - （フジテレビ、2021年4月 - ）[注 1]
- ラヴィット! - （TBS、2022年4月 - ）
- ひるおび - （TBS）
- 情報ライブ ミヤネ屋 -（読売テレビ）
- news zero -（日本テレビ）
- 大下容子ワイド!スランブル - （テレビ朝日）
- 徹子の部屋 - （テレビ朝日）
- テレビ朝日火曜9時枠の連続ドラマ - （テレビ朝日）
- 土曜ナイトドラマ - （テレビ朝日）
- DAIGOも台所〜きょうの献立何にする?〜 - （朝日放送テレビ）
- 朝日放送テレビ制作日曜10時枠の連続ドラマ - （朝日放送テレビ）
- ドラマ8 - （テレビ東京）
- 関西テレビ制作・月曜夜10時枠の連続ドラマ - （関西テレビ）
- ぽかぽか - （岡山・香川ローカル、OHK岡山放送）[注 2]